# Thomas Hart Benton
Thomas Hart Benton o Tom Benton (Neosho, Misuri, 15 de abril de 1889-Martha's Vineyard, 19 de enero de 1975) fue un pintor estadounidense, famoso por su estilo fluido, con figuras escultóricas y luminosas representaciones de escenas cotidianas del Medio Oeste norteamericano. Junto a Grant Wood y John Steuart Curry, está considerado el gran representante del llamado movimiento Regionalista americano. 
Hijo de un abogado y  representante en el Congreso de Estados Unidos, desde su juventud Benton trabajó como dibujante para el periódico de Joplin Journal, editado en la ciudad de Joplin. En 1907 ingresó en el Art Institute of Chicago y en 1909 se trasladó a París para continuar su formación artística en la Académie Julian. En Francia, Benton trató a otros artistas como Diego Rivera o Stanton Macdonald-Wright. En 1913 regresa a Estados Unidos y se instala en Nueva York. En la Liga de estudiantes de arte de Nueva York tuvo como alumno a Jackson Pollock. En 1935 pasó a formar parte del profesorado del Kansas City Art Institute, en Kansas City, donde pintó numerosas escenas rurales y agrícolas.

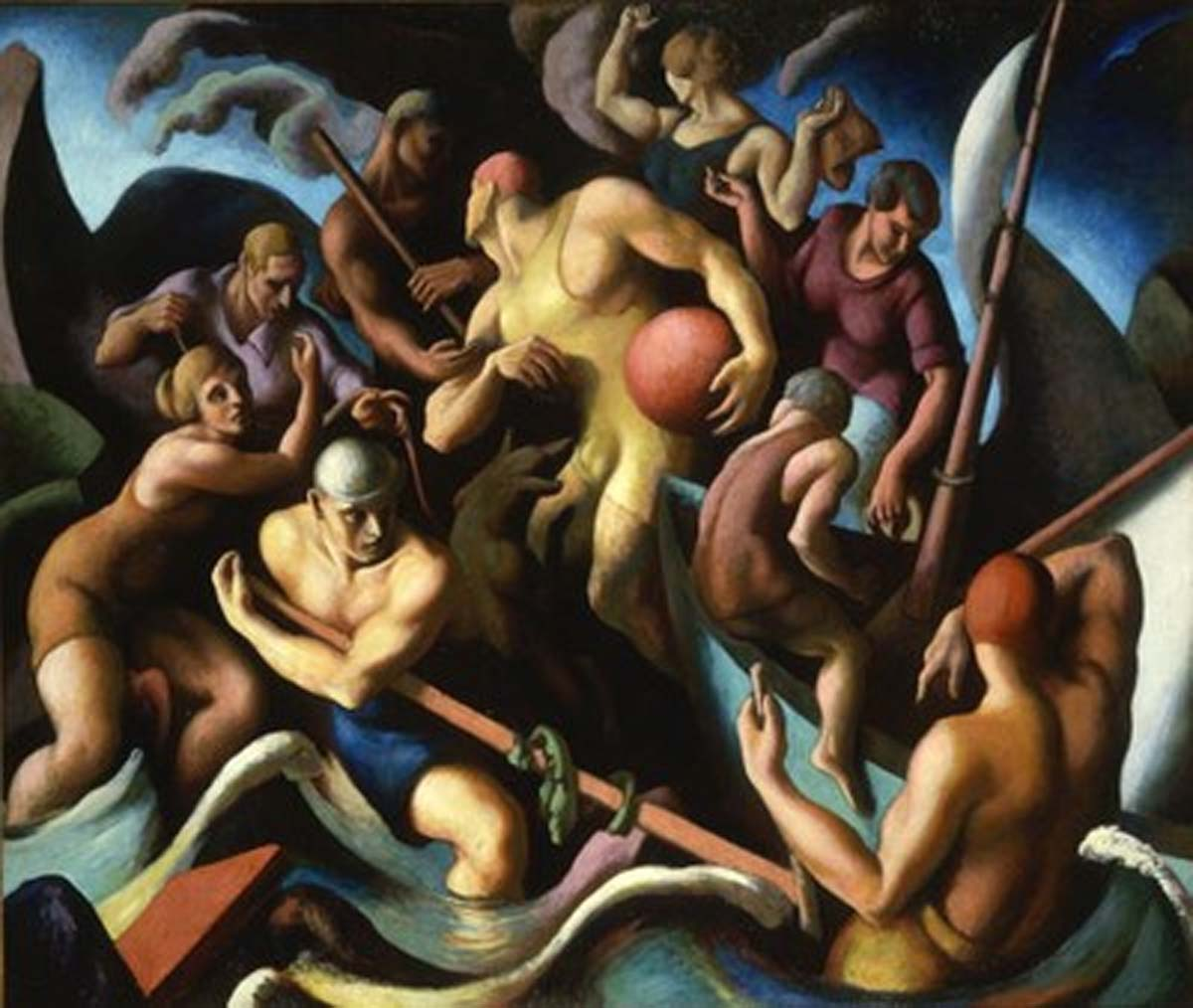
Gente de Chilmark (1920). Museo Hirshhorn y Jardín de Esculturas, Washington D. C.

En el Museo de Bellas Artes Nelson-Atkins se encuentra la mayor colección de obras de Benton. Entre otras, este museo posee una de sus pinturas más conocidas, su Persephone.